# سديم أمريكا الشمالية

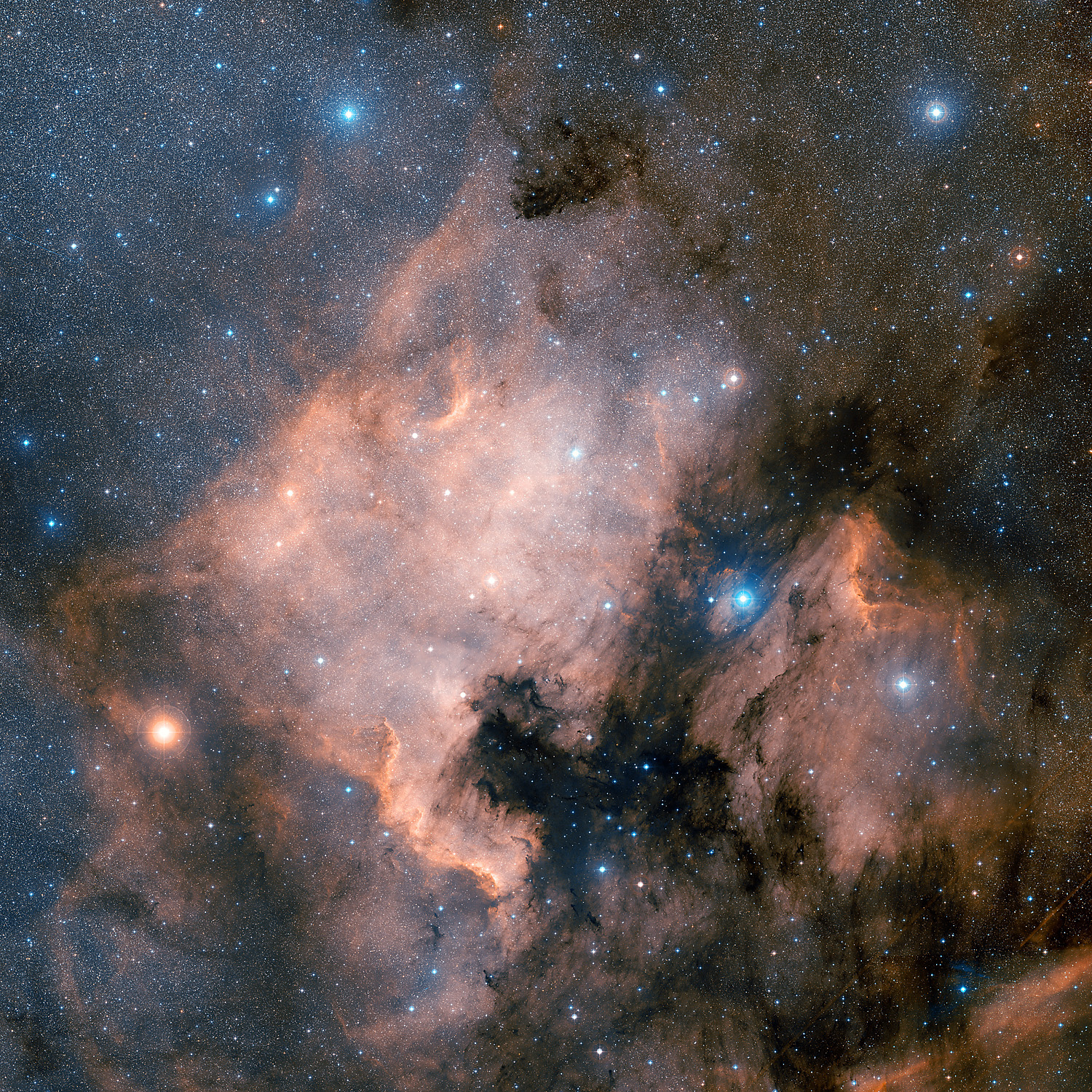
سديم أمريكا الشمالية

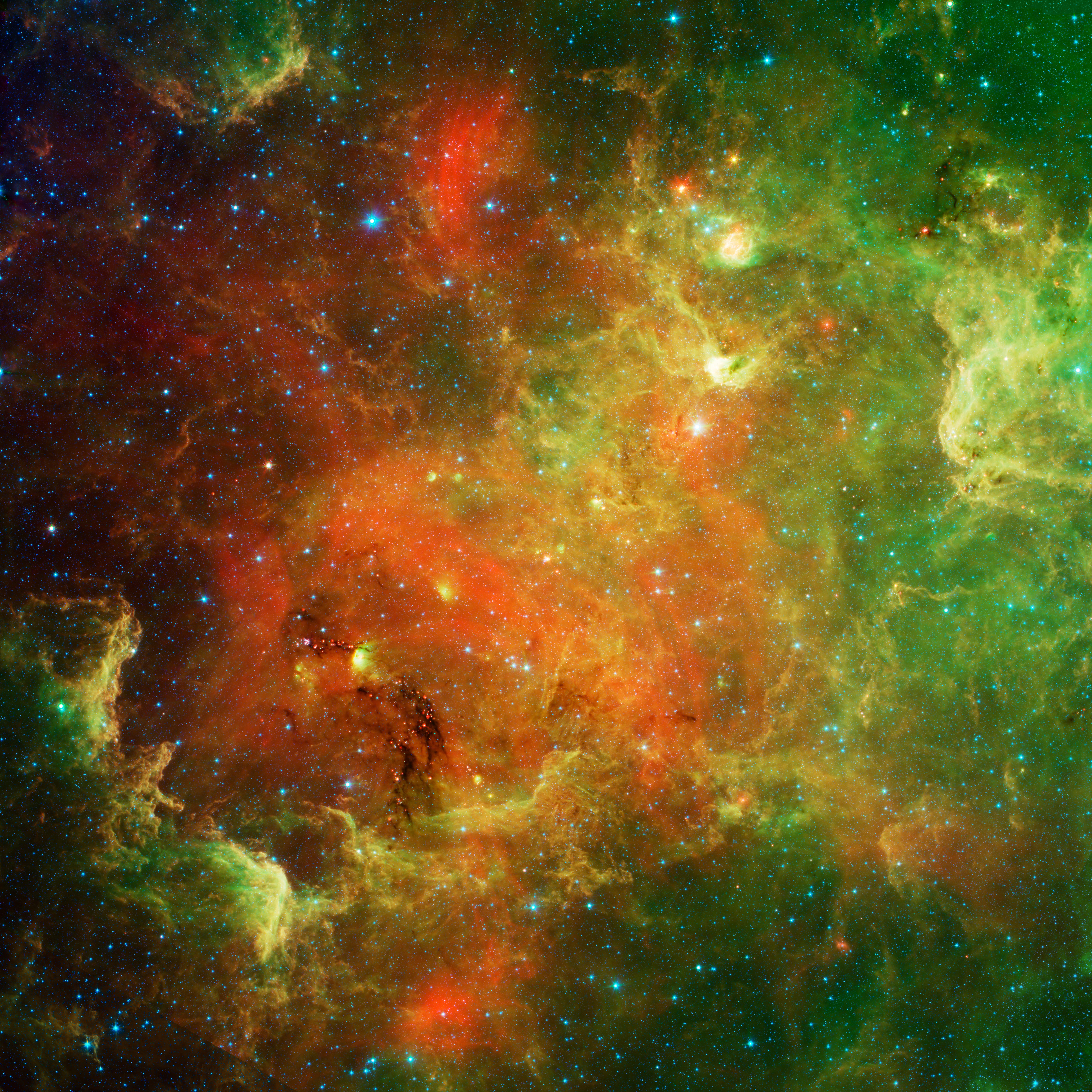
سديم أمريكا بألأشعة تحت الحمراء Infrared

سديم أمريكا الشمالية (بالإنجليزية: North America Nebula)‏ أو كالدويل 20 في كتالوج كالدويل، ويعرف أيضا في الفهرس العام الجديد باسم (NGC 7000)، هو سديم إشعاعي في كوكبة الدجاجة بالقرب من نجم ذنب الدجاجة، وشكل السديم يشبة قارة أمريكا الشمالية 
سديم أمريكا الشمالية سديم كبير يمتد على حوالى خمسين سنة ضوئية، ويغطي مساحة أكبر من أربعة أضعاف حجم القمر الكامل. ولكن سطوع سطحه منخفض، لذلك عادة لا يمكن رؤيته بالعين المجردة. ويبعد عن الأرض حوالى 1600 سنة ضوئية 
- يستطيع سديم أمريكا الشمالية القيام بما لا يستطيعه سكان أمريكا الشمالية...

تكوين النجوم طبعا... فالمناطق التي تشكلت فيها النجوم بقيت غير مرئية بسبب كثافة غبار السديم
الذي يحجب الضوء المرئى. لكن عمليات رصد السديم بالاشعة تحت الحمراء، بواسطة مقراب سبيتزر الفضائي تمكنت من اختراق الغبار لتكشف عن الاف النجوم الفتية.
التي كانت محجوبة خلف الغبار وتظهر هذة النجوم مغمورة ضمن عقد الغاز والغبار الكثفين
ومحاطة بأقراص ومقذوفات نفاثة وتبدو وكأنها تخلصت من الشرانق التي ولدت فيها.
 ولا تزال النجوم الضخمة التي هي مصدر الضؤء الذي يسبب وهج السديم الاحمر غير معروفة

## معرض صور

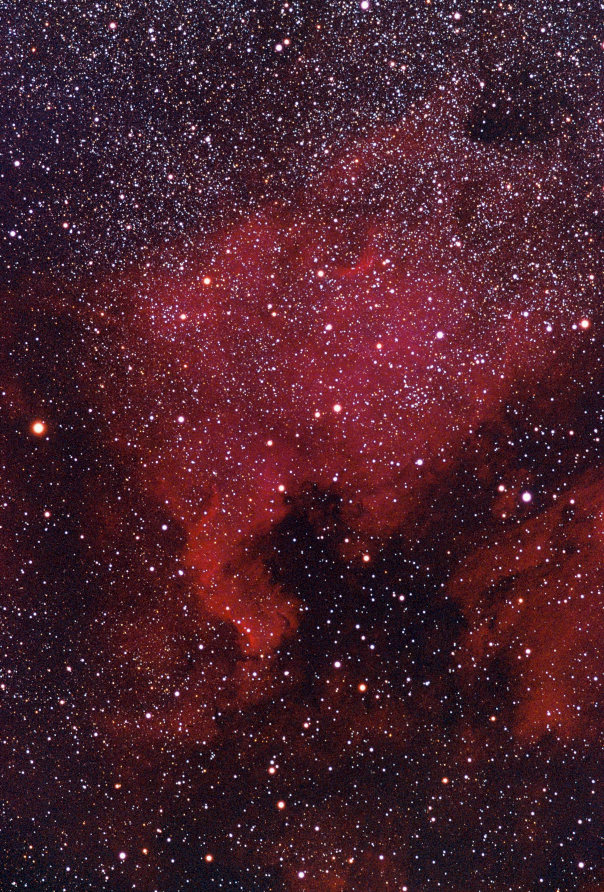
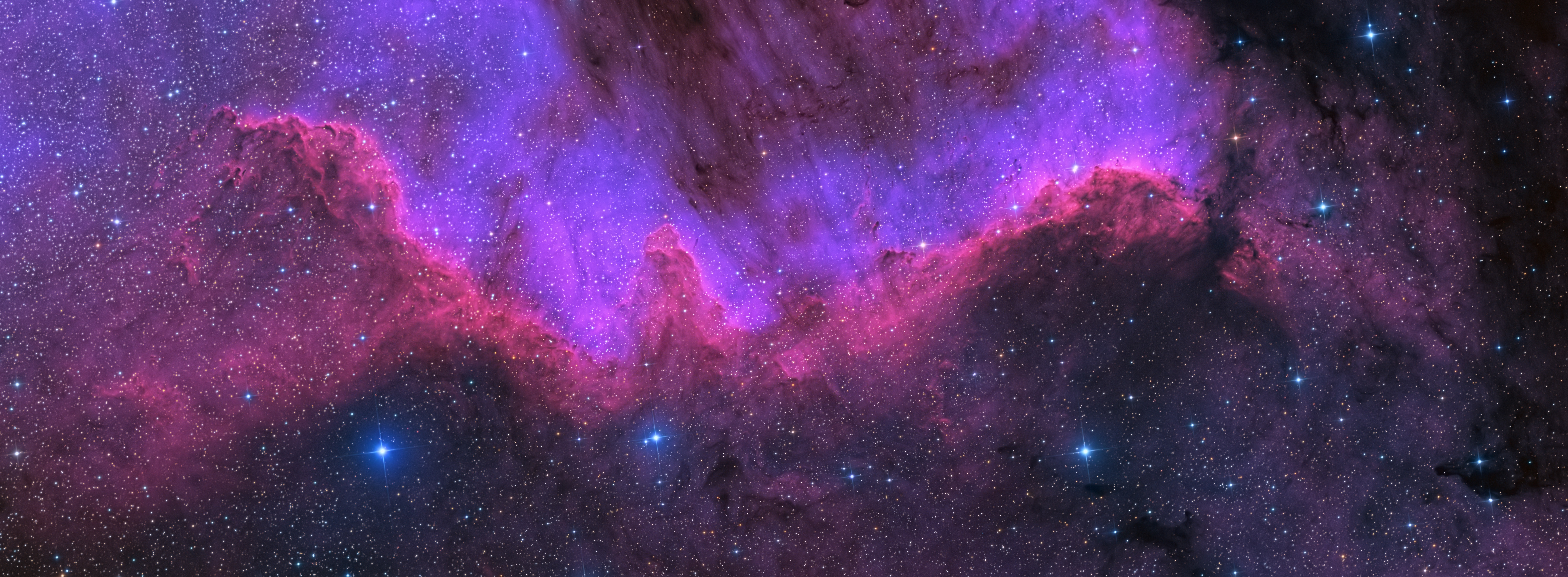
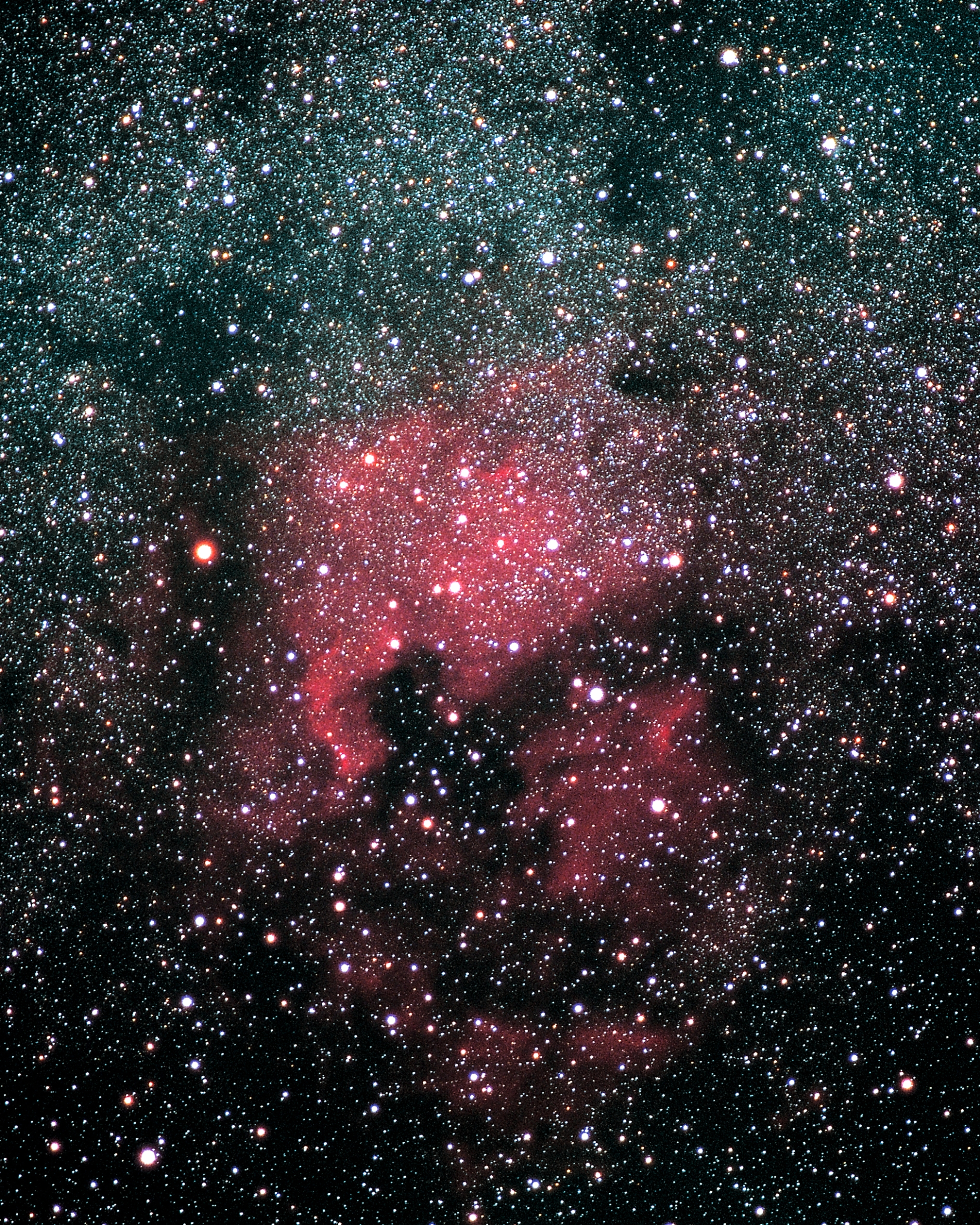
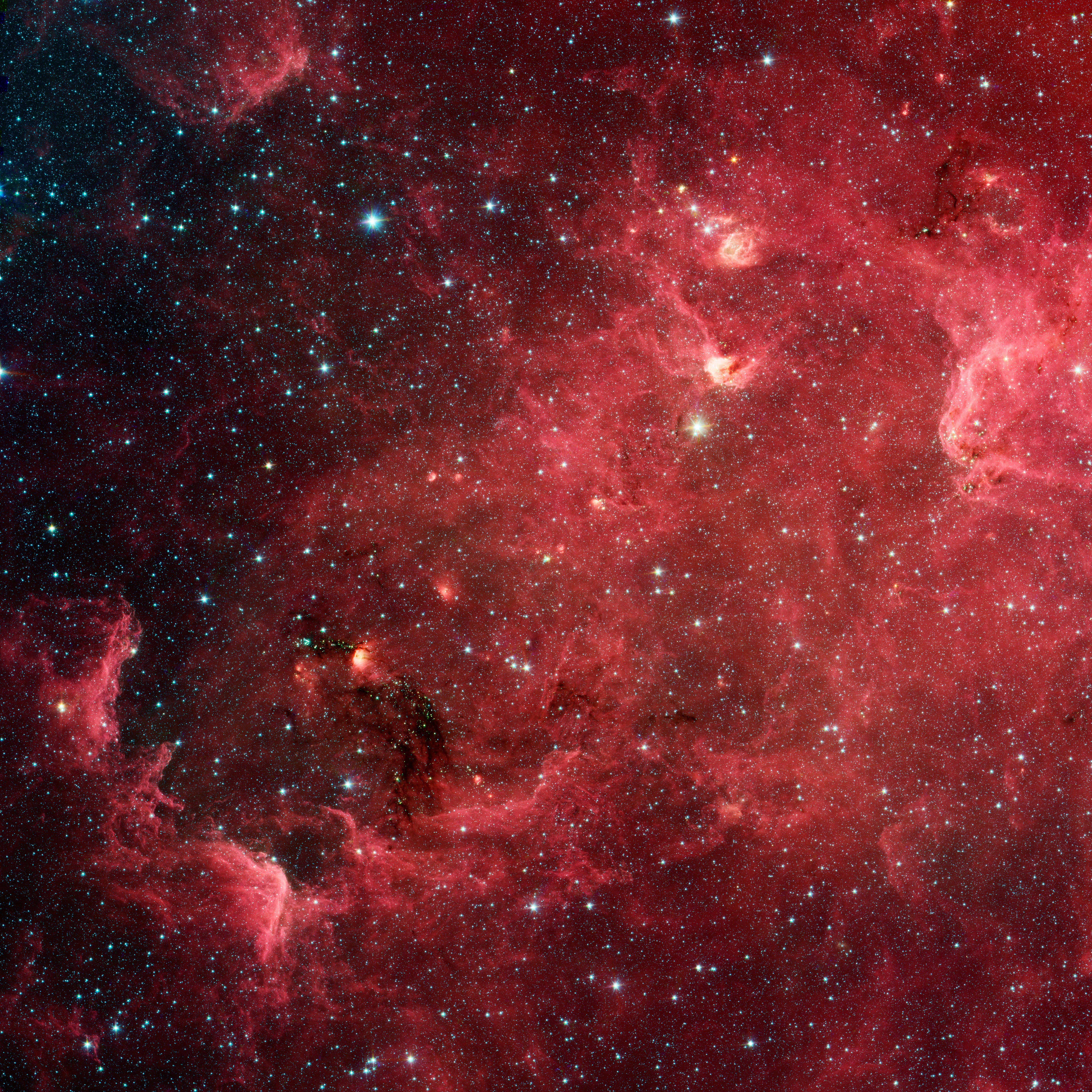

## وصلات خارجية مراجع
1. 1 2  "NASA/IPAC Extragalactic Database". Results for NGC 7000. مؤرشف من الأصل في 2000-07-11.
2. ↑  NASA/IPAC Extragalactic Database - NED نسخة محفوظة 05 فبراير 2018 على موقع واي باك مشين.
3. ↑  Shevchenko, V. S.؛ Grankin, K. N.؛ Nel'Nikov, S. Yu. (1988). "The structure of RSF 4 CYG B - Regions of star formation from an unusual point of view". Astronomicheskii Zhurnal. ج. 65: Nov.–Dec. 1988, p. 1230–1243. In Russian. Bibcode:1988AZh....65.1230S. ISSN:0004-6299.

سديم أمريكا الشمالية في الأشعة تحت الحمراء

## اقرأ أيضا
- كتالوج كالدويل
- سديم الساعة الرملية
- سديم الإسكيمو
- سديم الفراشة
- إن جي سي 2261
- سديم كاليفورنيا